# Charles-Henri Dauphinot
Charles-Henri Dauphinot, né le 20 septembre 1884 à Ludes, dans la Marne, en France et mort en 1955, est un sculpteur belge.

## Biographie

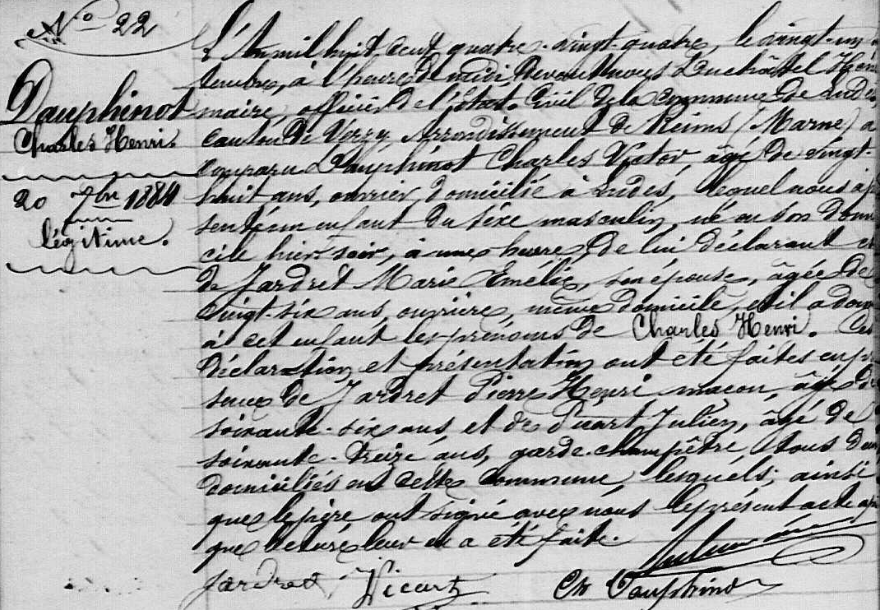
Acte de naissance.

Charles-Henri Dauphinot naît le 20 septembre 1884 à Ludes, dans la Marne, en France.
On lui doit notamment une plaque en bronze sur la tombe de Joseph Aernaut à l'ancien cimetière de Woluwe-Saint-Lambert et des médailles à l'effigie d'Auguste Bija. Il réalise des nus.
Il meurt en 1955.